# پرده کعبه

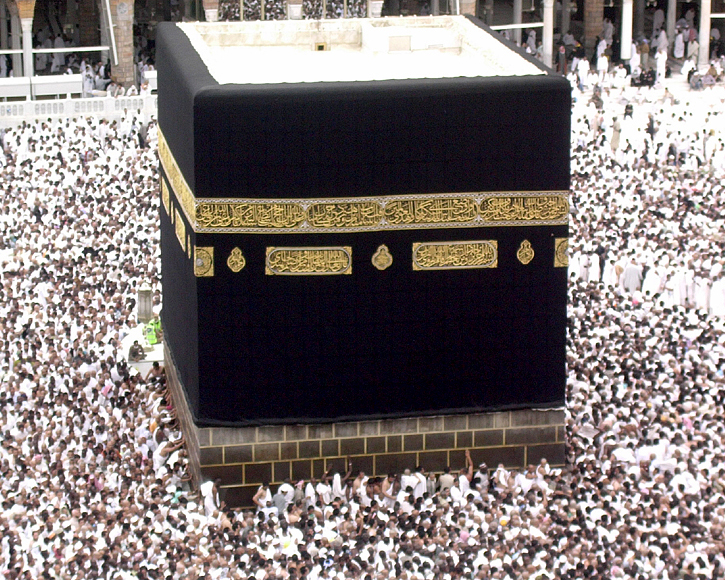
تصویر مسجد الحرام و کعبه

پرده کعبه یا جامه کعبه (به عربی: كسوة الكعبه) به پرده و پوشش سیاه رنگی که بر روی کعبه وجود دارد گویند. کعبه دو پرده دارد: پرده داخلی و پرده خارجی.

## تاریخچه
در روایات اسلامی آمده است نخستین بار اسماعیل بر کعبه پرده انداخت، اما مورخان بر این باورند که تبع حمیری پادشاه یمن نخستین کسی بود که در عصر جاهلی کعبه را ابتدا با پوششی از چرم و سپس با پارچه‌های مخطط حریر یمنی پوشاند. پس از آن نیز قریشیان به کمک هم پوشش کعبه را تأمین می‌کردند و کعبه با چادرهای خز زرنگار سبز و زرد و با کتان نازک پوشیده می‌شد. همچنین محمد کعبه را پارچه‌ای یمنی پوشانید و علی نیز همه ساله از عراق برای کعبه پرده‌ای می‌فرستاد. تا پیش از مهدی عباسی، خلیفهٔ عباسی پرده‌های نو بر روی پرده‌های پیشین انداخته می‌شد تا اینکه در سال ۱۶۰ ه. ق این خلیفه به حج رفت. خادمان کعبه از انبوهی پرده‌ها بر روی کعبه شکایت کردند و گفتند بیم آن می‌رود که خانه صدمه ببیند. مهدی عباسی خلیفه مسلمین دستور داد پرده‌ها را بردارند و تنها یک پرده بر آن بگذارند و سالی یک بار آن را عوض کنند. این سنت تا به امروز ادامه دارد.
پرده کعبه از زمان اموی‌ها و عباسی‌ها از پایتخت خلافت به مکه آورده می‌شد. پس از عباسی‌ها این پرده از مصر یا یمن فرستاده می‌شد. در زمان قدرت گرفتن حکومت عثمانیها نیز این پرده را از استانبول می‌فرستادند اما پس از تضعیف عثمانی این کار به محمد علی پاشا، حاکم مصر واگذار شد. در دوران حکومت آل سعود، ملک عبدالعزیز، در سال ۱۳۴۶ ه. ق دستور ساخت کارخانه‌ای مخصوص تولید پرده کعبه را داد. امروزه این پرده در کارخانه تولید پرده کعبه، واقع در مکه تهیه می‌شود. این کارخانه با داشتن ۴۵۰ کارگر، مراحل مختلف ساخت پرده کعبه مانند آماده سازی نخ، پارچه، ملیله کاری، دوخت و تکمیل آن را بر عهده دارد. ملیله‌کاری آیات قرآن با نخ طلا و نقره بر روی پارچه‌ای مشکی در این کارخانه توسط هنرمندان ملیله کار، تماماً دستی بافته می‌شود. دوخت پرده کعبه حدود ۲۰ میلیون ریال سعودی (۳/۵ میلیون دلار) هزینه دارد.

## مختصات
پرده‌های کعبه در طول دوران با پارچه‌های مختلفی از جمله پارچه‌های پشمی، چرمی، حصیری، راه‌راه یمنی، حریر، ملا، قباطی مصری، پنبه‌ای عراقی و با رنگ‌های مختلف مانند پارچه‌های دیبای قرمز، سفید، زرد، سبز و مشکی تهیه می‌شده است. جنس این پرده از حریر خالص و طبیعی و رنگ آن سیاه است و به شیوه ژاکارد، بر روی آن عبارت «لا اله الا الله»، «محمد رسول الله»، «الله جل جلاله»، «سبحان الله و بحمده»، «سبحان الله العظیم»، «یا حنان» و «یا منان» به شکل عدد هفت و به طور پیوسته در سراسر کعبه تکرار شده است.
ار تفاع این پارچه ۱۴/۵ متر می‌باشد در یک سوم بالایی پرده، کمربند پرده قرار دارد. تارهای پرده به میزان ۹۹% نقره اندود شده و پس از آن نیز زر اندود گردیده است. طول پرده ۴۷ متر و عرض آن ۹۵ سانتی‌متر است. این پرده ۱۶ تکه‌ای است. روی در کعبه پرده‌ای به نام برقع آویزان است. این پرده با گلدوزی‌هایش از بقیه پرده کعبه متمایز شده است و ارتفاع آن ۷/۵ متر و عرض آن چهار متر است. پرده برقع برای نخستین بار در سال ۸۱۰ ه. ق روی در کعبه نصب شد.
هر سال پس از شست‌وشوی کعبه با گلاب ناب ایرانی، پرده جدید کعبه در روز نهم ذیحجه (روز عرفه) یک روز قبل از عید قربان در زمانی که تقریباً همه حجاج برای انجام عمل وقوف (یکی از اعمال حج تمتع) در سرزمین عرفات حضور دارند تعویض می‌شود و پرده سال قبل به صورت تکه تکه به سران کشورهای اسلامی اهدا می‌شود.
گفته می‌شود محمد بر کعبه، پردهٔ سیاه پوشاند. به نقل از عباس بن عبدالمطلب نقل شده است: محمد در حج خود بر خانه کعبه جامه گران بهای سیاه پوشاند. در روایت ابن سعد، نوع پارچه مشخص نشده است، اما واقدی می‌گوید: پارچه ها یمنی بود.

## پرده داخلی
این پرده نخستین بار در زمان عباسی‌ها نصب شد این پرده بر خلاف پرده خارجی به طور منظم تعویض نمی‌شد و سلاطین حکومت‌ها در سال اول حکومت خود به همراه پرده خارجی، پرده داخلی را نیز می‌فرستادند. در دوران حکومت آل سعود کارخانه تولید پرده کعبه مسئول ساخت پرده داخلی شد و نخستین پرده داخلی خود را در سال ۱۴۰۳ ه. ق تولید کرد. پرده داخلی هر سه تا پنج سال تعویض می‌شود. این پرده نیمه بالایی دیوار کعبه و سقف آن را میپوشاند. بر روی این پرده که از جنس حریر طبیعی سبز رنگ است، نوشته‌های سفید رنگ وجود دارد.